# Encalypta sibirica
Encalypta sibirica är en bladmossart som beskrevs av Warnstorf 1913. Encalypta sibirica ingår i släktet klockmossor, och familjen Encalyptaceae. Inga underarter finns listade i Catalogue of Life.